# Ghost Cries
Ghost Cries（ゴースト・クライズ）は日本のヘヴィメタルバンド。

## 概要
2008年3月結成。かつては名古屋のメロディアス・ハード系バンドで活動していたMitchy (Gt)が、インターネットのメンバー募集サイトにて音源をアップしたところ、興味を持ったHayato (g)、Hiroyuki (Ba)が集まり、その3名を中心にバンドが結成された。のちに女性ヴォーカリストとドラマーも加わり、MORPHEUMINOUSの名で活動が始まる。バンド名がGhoset Criesへと改められたのは同年11月のことで、YOUTHQUAKE、TOKYO YANKEESらとの対バンライヴの日のことだった。
翌2009年1月にはMitchyが脱退するも、5月には世界最大級のインディーズ・バンド・コンテスト『Emergenza Music Festival』の日本大会に出場。渋谷O-WEST(現TSUTAYA O-WEST)にて開催されたセミファイナルまで上りつめ、パフォーマンス面における実力とポテンシャルを証明してみせた。続く8月には初のオリジナル音源「Longing」を発表。即完売となる。
2010年11月にはミニ・アルバム「For All Eternity」を発表。結成当初から全面に押し出されていたゴシック要素はやや薄くなり、打ち込みを多用したエレクトロ・サウンドが際立ったものになった。同作は多方面から好評を得ていたのだが、2011年の年明けには創設メンバーだったHayatoが脱退。しかしながら2012年初頭には、すでに脱退していたMitchyとHayatoが共に新規バンドの結成を試みるが、話し合いの末に2人共がGhoset Criesへの復帰を決意。当時、2人と共に新規バンドの立ち上げに関わっていたキーボーディストのYuka (Key)も加入し、6人編成へと体制を一新。しばらくは制作やスタジオ・リハーサルに専念する日々が続いた。
2013年1月に新ヴォーカルのCocoが加入し、まもなく新ドラマーとしてHyodoも加入。この頃を境に、現在の音楽性の基盤となっているドラマティカルな楽曲展開や、叙情的なサビとのコントラストを印象づけるブルータル・パートがより色濃く反映されるようになっていく。
Coco加入後初となるオリジナル楽曲“Gardenia”、“Lunatic Chaos”の2曲を6月末にデジタル限定リリース。ファースト・フルレンス・アルバムの全体像デモが完成したのは続く秋頃のこと。自らが心から納得できるものにすべく1年もの時間を試行錯誤し、2015年2月、SPIRITUAL BEASTより1stアルバム「Melum Primus」がリリースした。しかし、アルバム発売後の翌月にはHyodoとHiroyukiが脱退。この後暫くリズム隊に関してはサポートメンバーとしてベーシストに諒一、ドラマーにりょうを起用してライヴを行う。その後6月にヴィジュアル系メタル・バンド、ANCESTRALに在籍していたToshiaki (Ba)が正規メンバーとして加入し、8月にレコ発ツアーを開始する。
2016年1月、バンドは2ndアルバムの制作を開始。アルバム制作に伴い、Yukaが裏方としてアレンジャー専任メンバーとなり、Mizuki (Key)が正式メンバーとして加入した。同年4月スラッシュ・メタル・バンド、SUBHUMANRACEに在籍していたManabu (Ds)が正規メンバーとして加入。そしてバンドは、レコーディングの合間をぬって6月には様々なジャンルを網羅するオムニバス・アルバム、「Agitation Clysis」シリーズの「Metalize 04」に楽曲を提供する活動なども行なっていた。7月にギターのHayato が脱退。すぐにToshiakiが以前、ANCESTRALに在籍時、一緒に活動していたギターのYouが正式メンバーとして加入するも、11月にはキーボードのMizukiが脱退し、翌月には多くのヘヴィ・メタル・バンドのサポート経験を持つキーボードのLAYLAがサポート・メンバーとして加入するなど、度重なるメンバー・チェンジが繰り返されたが楽曲制作は順調に進み、2017年3月には2ndアルバム「Deorum Festum」をSPIRITUAL BEASTよりリリース。音楽的にはブラック・メタルやデスコアをベースラインとして1stアルバムより更にアグレッシヴな方向性にシフトしつつもシンフォニックかつシネマティックな情景描写が強化され、より一段とドラマティックな作品に仕上がった。
しかし、翌2018年1月のツアー・ファイナルのライヴを以ってヴォーカルのCocoが脱退、程なくしてベースのToshiakiも脱退となりまたもやメンバーチェンジを余儀なくされたがAny (Vo)を正式メンバーに、DeGrace在籍時に交流のあったYutaをサポート・ベーシストとして迎え入れて活動を継続することとなった。バンドのキーパーソンであったヴォーカルがメンバーチェンジとなったこともあり、そこからの約2年はデモ制作とライヴを繰り返し、新たな方向性を模索する期間に費やした。その後サポート・ベーシストのYutaとキーボードのEllyが正式メンバーとして加入し、次回作のアルバム制作に向けた新体制が整った。
2021年11月に3rdアルバム、「Purgatorium」をRepentlessよりリリースする。

## メンバー
- Vocal : Any（アニー）
- Guitar : Mitchy（ミッチー）
- Guitar : You（ユウ）
- Bass : Yuta（ユウタ）
- Dr: Manabu (マナブ)
- Keyboards: Elly (エリー)

## 過去在籍メンバー
- Guitar : Hayato（ハヤト）
- Key : Yuka（ユカ）
- Key : Mizuki（ミズキ）
- Vo : Coco（コーコ）
- Ba : Hiroyuki (ヒロユキ)
- Ba : Toshiaki（トシアキ）
- Drum : Tomoaki (トモアキ)

## ディスコグラフィー

### シングル
1. Longing（2008年8月24日） 完全自主製作 3曲入りEP

### アルバム
1. FOR ALL ETERNITY（2010年11月10日） 6曲入りミニアルバム
2. Melum Primus（2015年2月11日） 10曲入りフルアルバム
3. Deorum Festum(2017年3月15日)  10曲入りフルアルバム
4. Purgatorium(2021年11月24日)  8曲入りフルアルバム

## 経歴
- 2008年
- 都内にて結成
- 2009年
- Emergenza music festival準決勝進出(渋谷O-WEST)
- 2010年
- 『FAR EAST RAMPAGE』ADDICT XX出演(川崎クラブチッタ)